# Kastanjebruin
Kastanjebruin is een kleur, meer bepaald een bruintint, die doet denken aan de kleur van kastanjes. De benaming wordt dikwijls gebruikt om een haarkleur aan te geven.
De RAL-code is 8015.